# Lac Faillon
Pour les articles homonymes, voir Faillon.
Ne doit pas être confondu avec Fallon.
Le lac Faillon est un plan d'eau douce des cantons de Faillon (partie Nord-Est) et de Boisseau (partie Sud-Ouest), dans le territoire de Senneterre (ville), dans la municipalité régionale de comté (MRC) La Vallée-de-l'Or, dans la région administrative de Abitibi-Témiscamingue, dans la province de Québec, au Canada.
Le lac Faillon est traversé vers le Sud-Ouest par le courant de la rivière Mégiscane.
La foresterie constitue la principale activité économique du secteur ; les activités récréotouristiques arrivent en second. Sa surface est généralement gelée du début de décembre à la fin avril.
Le bassin versant du lac Faillon est surtout desservi par une route forestière qui remonte vers le Nord-Est sur la rive Nord de la rivière Mégiscane. La partie Sud-Ouest du lac est desservie par une autre branche de la route forestière qui va vers l’Est.

## Géographie
Ce lac de 18,3 km comporte est formé par un élargissement de la rivière Mégiscane. Ce lac comporte la Baie Kâwacidawâgak, située sur la rive Sud du lac ; cette baie reçoit les eaux d’un ruisseau venant de l’Est.
Le lac Faillon s’approvisionne surtout au Nord-Est par la rivière Mégiscane et au Nord-Ouest par la rivière Bastien.
L’embouchure de ce lac est localisé au Sud-Ouest à :
- 35,0 km au Nord de la confluence de la rivière Mégiscane avec le lac Parent (Abitibi) ;
- 38,8 km à l’Est du centre-ville de Senneterre (ville) ;
- 6,0 km au Nord-Est du chemin de fer du Canadien National.

Les principaux bassins versants voisins du lac Faillon sont :
- côté Nord : rivière Bastien, rivière Collin (rivière Mégiscane), lac Valets ;
- côté Est : rivière Mégiscane, ruisseau Arthur, lac Attic ;
- côté Sud : ruisseau du Canyon, rivière Marquis ;
- côté Ouest : rivière Mégiscane, rivière Collin (rivière Mégiscane).

## Toponymie
Jadis, ce plan d’eau était désigné « Lac Millie ». La Commission de géographie du Québec lui attribua sa nouvelle dénomination en 1921 en l'honneur du sulpicien Étienne-Michel Faillon (1799-1870), auteur, en 1865, d'une publication intitulée Histoire de la colonisation française en Canada.
Le toponyme "lac Faillon" a été officialisé le 5 décembre 1968 par la Commission de toponymie du Québec lors de sa création.